# マゾフシェ公

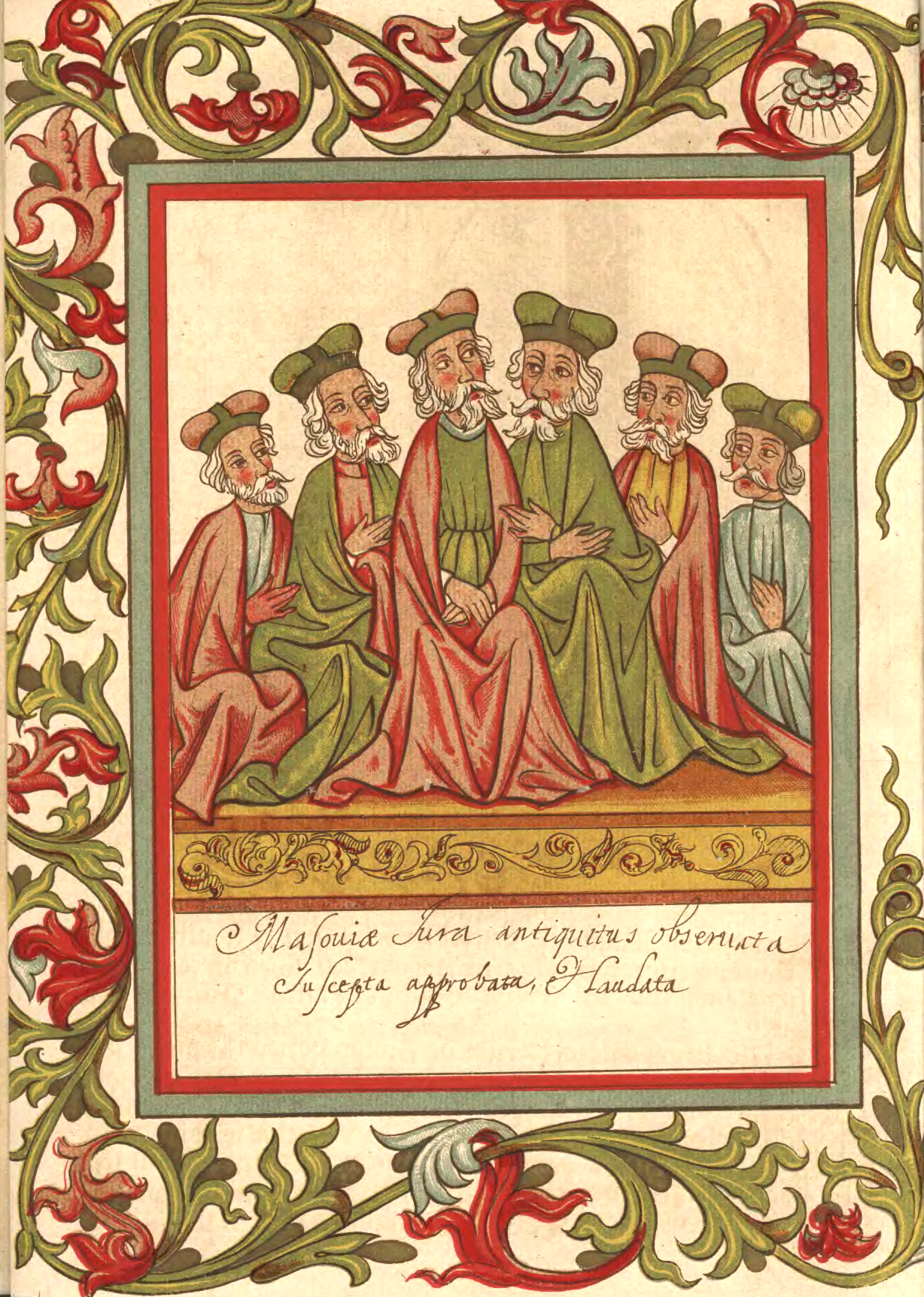
1450年のマゾフシェ公

マゾフシェ公は、ピャスト家のうちのマゾフシェ系が有していた称号である。以下にマゾフシェ公国及びその一部の統治者を全て列挙する。 一覧を簡素にするため、マゾフシェ公の称号に対する名目上の権利を有する者に関してはここでは全く列挙していない。
また、年号のいくつかは単に概算であることと、土地の確かな領有者については争いがあったということには注意。最後に、この図表では分割時の他のポーランドの公やヴァーツラフ2世及びヴァーツラフ3世 によって統治された土地は含まない。
| 統治期間                     | 名前                                      | 備考 |
| ---------------------------- | ----------------------------------------- | --- |
| "Masławの国"                 |                                           | |
| 1037年 - 1047年              | en:Miecław                                | ミェシュコ2世の酒注ぎ役でマゾフシェに自分の国を建てようとしたが、カジミェシュ1世に敗れた。 |
| マゾフシェ＝クヤヴィ公国     |                                           | |
| 1138年 - 1173年              | ボレスワフ4世                             | ボレスワフ3世の息子。 |
| 1173年 - 1186年              | レシェック                                | ボレスワフ4世の息子。 |
| 1186年 - 1194年              | カジミェシュ2世                           | (正義公), ボレスワフ3世の息子。 |
| 1194年 - 1200年              | レシェク1世                               | (白公), 以下の兄弟と共同統治。 |
| 1194年 - 1247年              | コンラト1世                               | |
| 1194年 - 1200年              | ヘレナ・ズノイェムスカ                    | ♀, 摂政, 1206年に死去。 |
| マゾフシェ（プウォツク）公国 |                                           | |
| 1229年 - 1248年              | ボレスワフ1世                             | コンラト1世の息子。 |
| 1247年 - 1262年              | シェモヴィト1世                           | ボレスワフ1世の兄弟 |
| 1262年 - 1264年              | ペレヤスラヴァ・ダニーロヴナ              | ♀, 寡婦で共同統治 |
| チェルスク公国               |                                           | |
| 1264年 - 1294年              | コンラト2世                               | |
| マゾフシェ公国               |                                           | |
| 1262年 - 1313年              | ボレスワフ2世                             | 公国を統一し、息子達の間で分割された。 |
| ラヴァ公国                   |                                           | |
| 1310年 - 1345年              | シェモヴィト2世                           | 息子の一人で死後に甥のトロイデン1世との間で公国は分割された。 |
| チェルスク及びワルシャワ公国 |                                           | |
| 1310年 - 1341年              | トロイデン1世                             | |
| 1341年 - 1355年              | カジミェシュ1世                           | 1351年以降はポーランド王の臣下、1355年に死ぬと領地はマゾフシェに再統合された。 |
| プウォツク公国               |                                           | |
| 1313年 - 1336年              | ヴァツワフ1世                             | ボレスワフ2世の息子, 1329年以降はボヘミア王の臣下。 |
| 1336年 - 1351年              | ボレスワフ3世                             | 1340年まで領地は摂政の統治下に置かれた。ボヘミア王の臣下。1351年に死ぬと領地はマゾフシェとポーランドの他の公の間で分割された。                                                                                                   |
| ハーリチ公国                 |                                           | |
| 1323年 - 1340年              | ボレスワフ・イェジ2世                     | トロイデン1世の息子。死去した1340年から1366年の間、ハーリチ公国は次第にポーランドに吸収されるようになる。 |
| マゾフシェ公国               |                                           | |
| 1341年 - 1381年              | シェモヴィト3世                           | カジミェシュ1世の兄弟。ワルシャワ及びチェルスク公。1370年までにプウォツクを含むマゾフシェの大部分の再統一に努めたが、1374年に息子達の間で分割された。                                                                            |
| プウォツク公国               |                                           | |
| 1374年 - 1426年              | シェモヴィト4世                           | シェモヴィト3世の息子。1386年以降は代々ポーランド王の臣下となった。1382年にドイツ騎士団によって多くの領地（ベウツ、ヴィズナ、ザフクシェ、プウォンスク）を奪われた。                                                              |
| 1426年 - 1427年              | トロイデン2世                             | シェモヴィト3世の息子。共同統治。 |
| ラヴァ公国                   |                                           | |
| 1426年 - 1442年              | シェモヴィト5世                           | シェモヴィト4世の息子。 |
| 1442年 - 1459年              | en:Margareth of Racibórz                  | ♀, 持参金としてゴスティニンを受け取ったが、残りの領地はプウォツクに吸収された。 |
| ベウツ公国                   |                                           | |
| 1426年 - 1442年              | カジミェシュ2世                           | シェモヴィト4世の息子。1434年まで兄弟と共同統治。死後にベウツはプウォツクに吸収された。 |
| 統一プウォツク公国           |                                           | |
| 1426年 - 1455年              | ヴワディスワフ1世                         | シェモヴィト4世の息子。 |
| 1455年 - 1481年              | en:Ann of Olesnica                        | ♀, ヴワディスワフ1世の寡婦。持参金としてen:Sochaczew、en:Koło、en:Mszczonówを受け取る。 |
| 1455年 - 1461/1462年         | シェモヴィト6世とヴワディスワフ2世        | ヴワディスワフ1世の息子。1459年以降はゴスティニンを単独統治。 |
| 1462年頃                     | en:Paul of Gizycko                        | プウォツク司教。1462年以降はポーランドのゴスティニン、ラヴァ、ベウツ、ワルシャワ公国のプウォツク、プウォンスク、ヴィズナ、ザフクシェの摂政。                                                                                     |
| ワルシャワ公国               |                                           | |
| 1373年 - 1429年              | ヤヌシュ1世                               | シェモヴィト3世の息子。1386年以降は代々のポーランド王の家臣。1391年以降はen:Podlasie公。 |
| 1429年 - 1454年              | ボレスワフ4世                             | 1436年まで母の摂政下に置かれ、1440年から1444年までPodlasie公。 |
| 1454年 - 1462年              | シェモヴィト6世                           | |
| 1462年頃                     | en:Barbara Ruska (♀) とen:Paul of Gizycko | ボレスワフ4世の寡婦とプウォツク司教の共同統治。 |
| プウォツク公国               |                                           | |
| 1454年 - 1475年              | カジミェシュ3世                           | ボレスワフ4世の息子。1471年まで兄弟と共同統治。同年以降は司教領に属す領地の行政官となり1475年以降は放棄するものの1480年までプウォツク司教として統治した。                                                                        |
| 1471年 - 1495年              | ヤヌシュ2世                               | カジミェシュ3世の兄弟でen:Ciechanówとen:Łomżaを、カジミェシュ3世が放棄したプウォツク、プロニスク、ヴィズナ、ザフクルスを、1485年以降はen:Błonie, en:Kamieniec 、en:Wyszogródをそれぞれ統治。死後に公国はポーランドに吸収された。 |
| ワルシャワ公国               |                                           | |
| 1471年 - 1488年              | ボレスワフ5世                             | ボレスワフ4世の息子。死後に領地はマゾフシェに吸収。 |
| マゾフシェ公国               |                                           | |
| 1454年 - 1503年              | コンラト3世ルディ                         | (赤公), ボレスワフ4世の息子。プウォツク、プロニスク、チェルスク、ヴィゾグロド、ワルシャワを含む再統合されたマゾフシェの大部分は未だにポーランド王の支配下に置かれていなかった。                                                  |
| 1503年 - 1524/1526年         | スタニスワフとヤヌシュ3世                 | コンラト3世ルディの息子。1518年まで母アンナ・ラジヴィヴナの摂政下に置かれる。それ以降は共同統治（1524年までスタニスワフは死去）。1526年にマゾフシェはポーランドに吸収された。                                                    |